# علامة (لقب)

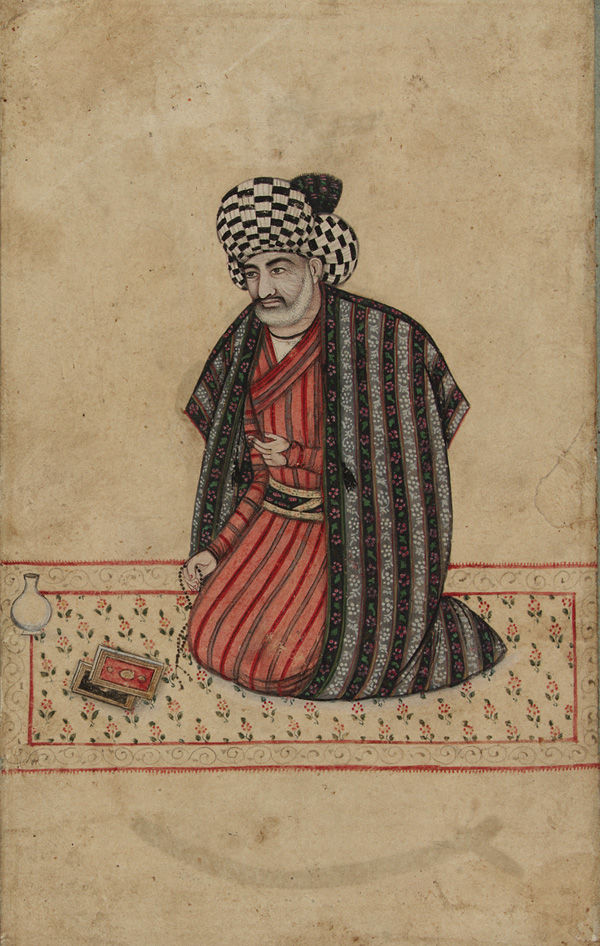
بورتريه للعلّامة المجلسي (إيران)

العلَّامة (على وزن فعّالة) هو لقب غالباً ما يُستعمل في أوساط العلماء المسلمين، يطلق على الشخص كثير العلم والذي له المعرفة والاطلاع على عدة أنواع من العلوم الإسلامیة، أي جامع المنقول والمعقول المُتبحّر في العلوم.
يُقال: «أديبة علّامة» و «أديب علّامة». و«التاء» اللّاحقة ببعض صيغ المبالغة ليست «تاء» التأنيث بل هي لتأكيد المبالغة.

## أشهر العلاّمات
- محمد الأمين الشنقيطي
- محمد ناصر الدين الألباني
- ابن باز
- ابن عثيمين
- ابن تيمية
- محمد بن عبد الوهاب
- أحمد بن حنبل